# La porta delle 7 stelle
La porta delle 7 stelle è un film del 2005 diretto da Pasquale Pozzessere.

## Trama
David, figlio dell'addetto militare all'ambasciata italiana e di un'antropologa, vive in India con i suoi genitori. Molto dotato nel suonare il pianoforte, la sua serenità tramonta di colpo quando la madre viene trovata misteriosamente assassinata. Abbandonata l'India insieme al padre David  si iscrive al conservatorio e diventa un pianista prodigio, ma a 14 anni abbandona improvvisamente gli studi per diventare pilota di una squadriglia dell'aviazione militare italiana.
L'improvvisa morte del padre spinge David a lasciare anche la carriera militare per divenire un finanziere. Ancora infelice, decide di tornare in India per trovare sé stesso. L'incontro con Arianna, la cui infanzia è stata segnata dal suicidio del padre, scatena nei due una reciproca attrazione ma il trauma subìto da entrambi ha congelato i loro sentimenti. Infine, David subisce la seduzione anche di un'altra donna.